# Rachel Melvin
Rachel Melvin (Elmhurst, Illinois, 9 de febrero de 1985) es una actriz estadounidense de cine y televisión, reconocida por sus papeles como Chelsea Brady en la longeva serie de televisión Days of Our Lives (2005-09) y como Penny en la película Dumb and Dumber To.
Melvin consiguió su primer trabajo como actriz en la película independiente de 2005 Boo. Más tarde apareció en las series de televisión Summerland, Jack & Bobby y 8 Simple Rules. En 2010, Melvin interpretó a Kaia en la serie Seven Deadly Sins, estrenada en la cadena Lifetime. En 2011 Melvin apareció en algunos episodios de House M.D. y Castle. En 2014, Melvin interpretó a Penny Pinchelow en Dumb and Dumber To, interpretó a Mary en Zombeavers y a Sarah en la película de suspenso y drama Madtown.

## Filmografía

### Cine
| Año  | Película           | Personaje             | Observaciones   |  |
| ---- | ------------------ | --------------------- | --------------- |  |
| 2005 | Boo                | Meg                   | Debut           |  |
| 2008 | Legacy             | Julie                 | Directo a vídeo |  |
| 2009 | Cry of the Mummy   | Le Petit Sirene Agent |                 |  |
| 2010 | Girlfriend         | Rebecca               |                 |  |
| 2010 | Seven Deadly Sins  | Kaia                  |                 |  |
| 2012 | My Funny Valentine | Stevie                |                 |  |
| 2014 | Dumb and Dumber To | Penny Pinchelow       |                 |  |
| 2014 | Zombeavers         | Mary                  | Directo a vídeo |  |
| 2014 | All I Need         | Ashley                |                 |  |
| 2015 | Backup Boyfriend   | Celia                 |                 |  |
| 2015 | Madtown            | Sarah                 |                 |  |
| 2015 | Sleepwalker        | TBA                   |                 |  |
| 2018 | The Rake           | Nicole                | Directo a video |  |

### Televisión
| Año     | Título            | Personaje     | Observaciones  |
| ------- | ----------------- | ------------- | -------------- |
| 2004    | Summerland        |               | 1 episodio     |
| 2005    | 8 Simple Rules    |               | 1 episodio     |
| 2005–09 | Days of Our Lives | Chelsea Brady | 518 episodios  |
| 2009    | Heroes            | Annie         | 3 episodios    |
| 2011    | House M.D.        | Wynn          | 1 episodio     |
| 2011    | Castle            | Nicole Hixton | 1 episodio     |
| 2012    | Good Luck Charlie | Syd           | 1 episodio     |
| 2015    | Bones             | Kate Kolfax   | 1 episodio     |
| 2016    | Awkward           | Lizzie        | Rol recurrente |
| 2017    | Sleepy Hollow     | Alex Norwood  | Rol recurrente |